# Dinko Dermendjiev
Dinko Dermendjiev (búlgar: Динко Цветков Дерменджиев)  (Plòvdiv, 2 de juny de 1941 - Plòvdiv, 1 de maig de 2019) és un exfutbolista búlgar de les dècades de 1960 i 1970.
Fou 58 cops internacional amb la selecció búlgara amb la qual participà en la Copa del Món de Futbol de 1962, 1966 i 1970.
Pel que fa a clubs, defensà els colors de PFC Botev Plovdiv durant tota la seva carrera professional.
També fou un destacat entrenador, destacant al Botev Plovdiv i Levski Sofia.